# 流しのOOJA 2 〜VINTAGE SONG COVERS〜
『流しのOOJA 2 ～Vintage Song Covers～』（ナガシノオオジャ・ツー・ヴィンテージ・ソング・カバーズ）は、Ms.OOJAの7枚目のカバーアルバム。2022年9月21日、Universal Sigmaから発売された。

## 概要
Ms.OOJAによるカバーアルバム第7集。2020年8月にリリースされた｢流しのOOJA～Vintage Song Covers～｣の続編第2弾。昭和の楽曲カバー12曲で構成されている。

### 収録曲の選曲
昭和のアイドル曲、シティポップ曲、歌謡曲からそれぞれ4曲ずつが選曲され、全12曲が収録された。
アルバム制作決定は2022年3月27日にYouTubeにて発表され、アルバム収録曲のリクエストが募られた。動画コメント欄に寄せられたファンからのリクエストを参考にしながら候補曲が挙げられ、そこからスタッフや母の意見を聞きながら収録曲が決定された。前作は女性曲というしばりがあったが、今作では男性曲が1曲選曲された。
中原めいこ｢君たちキウイ・パパイア・マンゴーだね｣や、水越けいこ、庄野真代の楽曲もリクエストに挙がっていたが、アルバムのバランス等が考慮された上で収録が見送られた。

### 全曲お披露目ライブ
アルバム発売前の2022年7月16日に、東京キネマ倶楽部で｢流しのOOJA 2 ～Vintage Song Covers～ 全曲お披露目ライブ｣が開催された。

### 完全受注生産限定盤
アルバムは完全受注限定生産にてUniversal Music Store限定盤が制作された(2022年7月16日-8月16日受注受付)。特典として、2022年3月27日に行われた日本武道館公演｢Ms.OOJA 10th Anniversary Live "はじまりの時" in 日本武道館｣の様子が収められたBlu-ray、DVD、フォトブックと、2022年7月16日に開催された｢流しのOOJA 2 ～Vintage Song Covers～全曲お披露目ライブ｣の様子が収められたDVDが封入された。

### 先行配信
アルバムリリースに先立って8曲の先行配信が行われた。
1. 2022年7月27日「六本木純情派」[9]
2. 2022年8月3日「プラスティック･ラブ」[10][11]
3. 2022年8月10日「初恋」[12]
4. 2022年8月17日「恋におちて -Fall in Love-」[13]
5. 2022年8月24日「Midnight Pretenders」[14][15]
6. 2022年8月31日「みずいろの雨」[16]
7. 2022年9月7日「瑠璃色の地球」[17][18]
8. 2022年9月14日「時の流れに身をまかせ」[19][20]

## 収録曲
| #         | タイトル                                      | 作詞         | 作曲       | 編曲          | 時間  |
| --------- | --------------------------------------------- | ------------ | ---------- | ------------- | ----- |
| 1.        | 「六本木純情派」(荻野目洋子の楽曲)            | 売野雅勇     | 吉実明宏   | JiN/川嶋太    | 3:31  |
| 2.        | 「プラスティック・ラブ」(竹内まりやの楽曲)    | 竹内まりや   | 竹内まりや | JiN/川嶋太    | 4:51  |
| 3.        | 「初恋」(村下孝蔵の楽曲)                      | 村下孝蔵     | 村下孝蔵   | soundbreakers | 3:51  |
| 4.        | 「恋におちて -Fall in love-」(小林明子の楽曲) | 湯川れい子   | 小林明子   | Tazz          | 5:06  |
| 5.        | 「みずいろの雨」(八神純子の楽曲)              | みうらよしこ | 八神純子   | JiN/川嶋太    | 3:20  |
| 6.        | 「木枯しに抱かれて」(小泉今日子の楽曲)        | Takamiy      | Takamiy    | JiN/川嶋太    | 3:40  |
| 7.        | 「木綿のハンカチーフ」(太田裕美の楽曲)        | 松本隆       | 筒美京平   | soundbreakers | 3:46  |
| 8.        | 「飾りじゃないのよ涙は」(中森明菜の楽曲)      | 井上陽水     | 井上陽水   | JiN/川嶋太    | 4:13  |
| 9.        | 「恋人よ」(五輪真弓の楽曲)                    | 五輪真弓     | 五輪真弓   | soundbreakers | 3:26  |
| 10.       | 「瑠璃色の地球」(松田聖子の楽曲)              | 松本隆       | 平井夏美   | JiN/川嶋太    | 4:23  |
| 11.       | 「時の流れに身をまかせ」(テレサ・テンの楽曲)  | 荒木とよひさ | 三木たかし | soundbreakers | 4:13  |
| 12.       | 「Midnight Pretenders」(亜蘭知子の楽曲)       | 亜蘭知子     | 織田哲郎   | Tazz          | 5:33  |
| 合計時間: | 合計時間:                                     | 合計時間:    | 合計時間:  | 合計時間:     | 50:00 |

## ミュージックビデオ
| 曲名                      | ミュージックビデオ |
| ------------------------- | --- |
| 六本木純情派              | Ms.OOJA｢六本木純情派｣@東京キネマ倶楽部Live2022.07.16 - YouTube                                                                     |
| 六本木純情派              | Roppongi Junjouha - YouTube |
| プラスティック･ラブ       | Ms.OOJA｢プラスティック･ラブ｣(from 歌謡カバーアルバム｢流しのOOJA 2 ～Vintage Song Covers～｣) - YouTube                              |
| プラスティック･ラブ       | Plastic Love - YouTube |
| 初恋                      | Ms.OOJA｢初恋｣(from 歌謡カバーアルバム｢流しのOOJA 2 ～Vintage Song Covers～｣) Live @東京キネマ倶楽部 - YouTube                      |
| 初恋                      | Hatsukoi - YouTube |
| 恋におちて -Fall in love- | Ms.OOJA｢恋におちて -Fall in love-｣(from 歌謡カバーアルバム｢流しのOOJA 2 ～Vintage Song Covers～｣) Live @東京キネマ倶楽部 - YouTube |
| 恋におちて -Fall in love- | Koini Ochite - Fall in Love - YouTube                                                                                              |
| みずいろの雨              | Ms.OOJA｢みずいろの雨｣(from 歌謡カバーアルバム｢流しのOOJA 2 ～Vintage Song Covers～｣) Live @東京キネマ倶楽部2022.07.16 - YouTube    |
| みずいろの雨              | Mizuirono Ame - YouTube |
| 木枯しに抱かれて          | Ms.OOJA｢木枯しに抱かれて｣(from 歌謡カバーアルバム｢流しのOOJA 2 ～Vintage Song Covers～｣) Live at 東京キネマ倶楽部 - YouTube        |
| 木枯しに抱かれて          | Kogarashini Dakarete - YouTube |
| 木綿のハンカチーフ        | Ms.OOJA｢木綿のハンカチーフ｣(from 歌謡カバーアルバム｢流しのOOJA 2 ～Vintage Song Covers～｣) Live at 東京キネマ倶楽部 - YouTube      |
| 木綿のハンカチーフ        | Momen No Hadkerchief - YouTube |
| 飾りじゃないのよ涙は      | Ms.OOJA｢飾りじゃないのよ涙は｣(from 歌謡カバーアルバム「流しのOOJA 2 ～Vintage Song Covers～｣)Live at 東京キネマ倶楽部 - YouTube    |
| 飾りじゃないのよ涙は      | Kazarija Nainoyo Namidawa - YouTube                                                                                                |
| 恋人よ                    | Ms.OOJA｢恋人よ｣(from 歌謡カバーアルバム「流しのOOJA 2 ～Vintage Song Covers～｣)Live at 東京キネマ倶楽部 - YouTube                  |
| 恋人よ                    | Koibitoyo - YouTube |
| 瑠璃色の地球              | Ms.OOJA｢瑠璃色の地球｣(from 歌謡カバーアルバム｢流しのOOJA 2 ～Vintage Song Covers～｣) Live at 東京キネマ倶楽部 - YouTube            |
| 瑠璃色の地球              | Ruriiro No Chikyuu - YouTube |
| 時の流れに身をまかせ      | Ms.OOJA｢時の流れに身をまかせ｣(from 歌謡カバーアルバム｢流しのOOJA 2 ～Vintage Song Covers～｣) - YouTube                             |
| 時の流れに身をまかせ      | Toki no Nagare ni Mi o Makase - YouTube                                                                                            |
| Midnight Pretenders       | Ms.OOJA｢Midnight Pretenders｣(from 歌謡カバーアルバム｢流しのOOJA 2 ～Vintage Song Covers～｣) Live @東京キネマ倶楽部 - YouTube       |
| Midnight Pretenders       | Midnight Pretenders - YouTube |

## チャート
| チャート(2022)                           | 最高位 |
| ---------------------------------------- | ------ |
| Oricon 週間CDアルバムランキング          | 19     |
| Billboard Japan 週間CDアルバムランキング | 16     |
| Billboard Japan 週間Download Albums      | 6      |